# عوبید

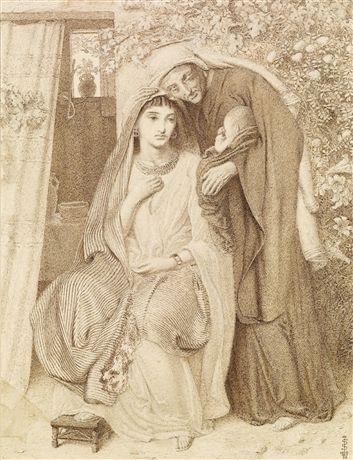
روت، نائومی و عوبید. قلم و جوهر قهوه ای روی مداد روی کاغذ.

عوبید یا عبید(عبری: עובד به معنی خادم) پسر بوعز و روت پدر یسی و پدربزرگ داوود بود. او از سبط یهودا و از نیاکان عیسی بود که نامش در نسب‌نامه وی آمده است.